# 아시아의 음악
아시아의 음악(Asian Music) 혹은 동양 음악(東洋音樂)이란 동양의 음악예술을 말한다. 보통 지역적으로 서양음악에 대응되는 음악을 의미한다. 동양 음악을 크게 나누면, 중국과 한국 및 일본 중심으로 하는 '동아시아', 인도네시아 자바음악·타이를 중심으로 하는 '동남아시아', 인도를 중심으로 하는 '남아시아', 아랍·튀르키예를 중심으로 하는 '아라비아·이슬람' 문화권 음악으로 대별된다. 동양음악은 인문학인 음악사학의 주요 연구 대상이다.

## 동아시아 음악
중국은 일찍이 삼분손익법(三分損益法), 즉 5도와 4도를 거듭하여 12율(律)을 결정하였고, 아악(雅樂)과 당악(唐樂)을 산출하였다. 한국·일본·몽고·베트남은 중국 음악 문화의 영향을 받았는데, 가령 한국의 '아악', 일본의 '가가쿠', 베트남의 '냐냑'은 모두 중국의 '야유에(雅樂)'를 자기 나라 발음으로 부른 것이다.

## 동남아시아 음악
인도네시아와 타이를 중심으로 하는 동남아시아의 음악은 무용·연극에 많이 쓰인다는 점과 선율타악기(旋律打樂器)를 쓴다는 점에서 공통된다. 인도네시아의 합주 가믈란(gamelan)에서는 목금(木琴) 계통의 감방 카이유(gambang kayu)와 뚜껑 덮은 사발 모양의 징(鉦)인 감방 강사(gambang gangsa)가 사용되고, 타이의 피파트(pi phat)에서도 그 두 악기와 같은 콘웡(khon wong)과 라나트(ranat)가 쓰이고, 크메르의 합주음악에서도 타이의 악기와 같되 이름이 다른 콘톤(khon thon)과 로네아트(roneat)가 사용된다.

## 남아시아 음악
인도의 음악은 한 옥타브(octave)를 22스루티(sruti)로 잘게 쪼개고, 음계(音階) 비슷한 선율형(旋律型)인 라가(raga)가 수십종 있는데, 그것들은 각각 우주와 관계가 지어져 있다. 리듬 체계를 가진 탈라(tala)는 일례를 들면 7박이 3박+2박+2박으로 되어 있듯이 2박과 3박을 혼합 사용하고 있다. 또 연주 악기는 지속(持續) 저음(低音)인 드론(drone)을 사용하는 것이 특징이다.

## 아라비아·이슬람 음악
아라비아·이슬람 문화권은 튀르키예 그리고 이란·사우디아라비아 등의 근동(近東) 지방과 모로코·알제리 등의 북아프리카 연안지방을 포함하나 이스라엘만은 예외인데, 이 문화권 안의 음악은 정밀한 음악이론과 사용되는 악기에서 공통점을 보여준다. 일찍이 10세기의 알 파라비(Al Farabi)의 《악서》(樂書, kitab al musiqi al kabin)는 4도를 거듭하여 한 옥타브 안에 17율(律)을 정하였고, 인도의 라가(raga)에 해당이 되는 마캄은 파라비 시대부터 쓰인 말인데, 이런 여러 가지 마캄은 우주와 관련시켜졌고, 리듬형을 가리키는 아랍의 이카트(iqa'at)는 페르시아의 다릅(darb), 이집트의 두룹(durub), 튀르키예의 우술(usul), 북아프리카의 마짐(mazim)과 같은 것인데, 그것은 일례를 들면 8박을 4박+4박으로 보지 않고 3박+3박+2박으로 본다. 서양의 류트(lute)와 같은 우드(ud)란 현악기는 아랍·이란·튀르키예에서 모두 쓰이고, 낫카라(naqqara)와 다라붓카(darabukka)라는 북들은 아라비아·이슬람 문화권 안의 음악에서 널리 쓰인다. 또 해금(奚琴) 같은 북아프리카의 케만자(kemanja)는 튀르키예에서는 케만(keman)이라 하고 아랍에서는 레밥(rebab)이라고 하는데, 그것들도 아라비아·이슬람 문화권 안의 음악에 널리 사용되고 있다.

## 서양 음악과 동양 음악의 차이
위에서 말한 중국을 중심으로 하는 동아시아의 음악, 인도네시아와 타이를 중심으로 하는 동남아시아 음악, 인도를 중심으로 하는 남아시아의 음악과 아랍·튀르키예를 중심으로 하는 아라비아·이슬람 문화권의 음악은 각각 다른 특징을 가졌으나, 그 네 문화권의 공통점, 즉 동양 여러 나라 음악의 일반적 공통점은 다음과 같다. 
첫째로 다성음악(多聲音樂)이 아니고 단선율(單旋律)을 쓴다는 점이다. 그러나 순선율음악이라는 이유로 동양음악을 다성음악인 서양음악에 비하여 원시적이라고 할 수는 없다. 왜냐 하면 서양 음악에서 단선율을 쓰는 그레고리안 찬트(Gregorian chant)를 원시 음악이라고 부르지 않기 때문이다.
둘째로 동양음악은 대체로 성악을 주로 한다. 따라서 기악에서 그리고 다성음악에서 낼 수 없는 미분음(微分音)을 살린다.
셋째로 박절법(拍節法)이 2박 3박을 한데 섞어 쓰고 3박 또는 2박 한가지로 시종(始終)하지 않는 것이다.
끝으로 동양음악은 구전으로 전승되고 전통을 고수하나, 이와 반대로 서양음악은 창작한 것을 악보에 그리며 개성을 강하게 표현한다. 그러나 중국 수(隋)의 양제(煬帝)는 "곡(曲)을 많이 타는 것은 책을 많이 읽는 것과 같다. 책을 많이 읽으면 책을 지을 수 있는 것같이, 곡을 많이 타면 곡을 지을 수 있으니, 이것은 자연의 이치이다"라고 말하였다. 이것은 동양에서도 전통을 고수만 하는 것이 아니고, 곡을 짓는 활동이 있던 것을 말해 준다. 다만 서양 음악에서는 대개 악상(樂想)을 전개할 것을 설계하는 데 중점을 두고 의식적으로 창작하는 데 비하여 동양음악에서는 오랜 연주경험의 힘으로 기존곡과 다른 새 곡이 생긴다.

## 주해
1. ↑  maqam, 근래 아랍에서는 나람(nara'm), 페르시아에서는 다스트가(dastgah)라고 부른다

## 같이 보기
- 서양 음악
- 중국 음악
- 한국 음악
- 일본 음악
- 태국 음악
- 인도네시아 음악
- 베트남 음악
- 인도 음악
- 아랍 음악